# Варун-Секрет, Сергей Тимофеевич
Серге́й Тимофе́евич Варун-Секрет (13 сентября 1868 — 30 апреля 1962) — русский общественный деятель и политик, член Государственной думы от Херсонской губернии. Старший товарищ председателя IV Государственной думы.

## Биография

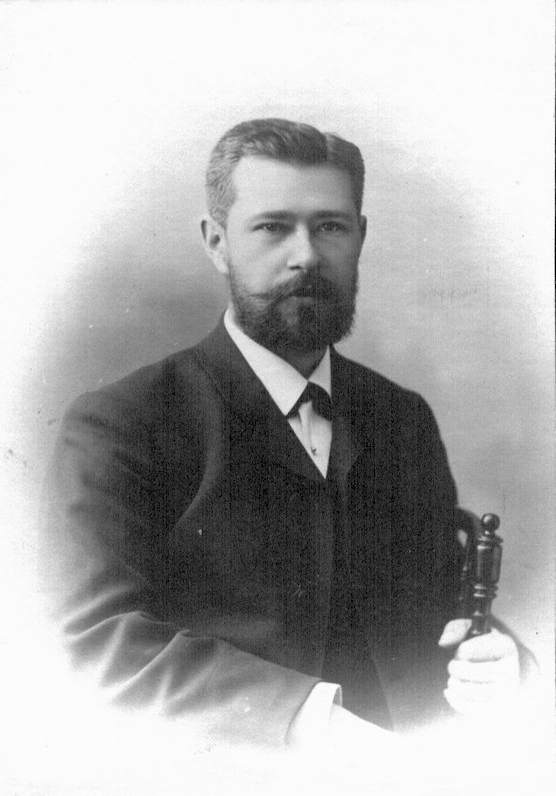
С. Т. Варун-Секрет

Из потомственных дворян Херсонской губернии. Землевладелец Елисаветградского уезда (родовые 1870 десятин при деревне Софиевке и приобретенные 1004 десятины при деревне Елисаветовке). Его братья: Владимир (ум. 1973), ротмистр 6-го гусарского полка, участник Белого движения, и Георгий (1870—1942), полковник того же полка, участник Белого движения.
Окончил Петровский Полтавский кадетский корпус и Николаевское кавалерийское училище по 1-му разряду (1887), откуда был выпущен корнетом в 21-й драгунский Белорусский полк.
В 1890 году вышел в отставку и поселился в своем имении Елисаветградского уезда, где посвятил себя сельскому хозяйству и общественной деятельности. Избирался гласным Елисаветградского уездного и Херсонского губернского земских собраний, почетным мировым судьей по Елисаветградскому уезду (1898—1906) и председателем Елисаветградской уездной земской управы (1904—1906). В 1899—1904 годах был также земским начальником 8-го участка Елисаветградского уезда.
В 1906 году был избран в члены I Государственной думы от Херсонской губернии съездом землевладельцев. Примыкал к мирнообновленцам. Подписал законопроект об амнистии.
В 1907 году был переизбран во II Государственную думу от съезда землевладельцев. Примыкал к фракции «Союза 17 октября». Состоял членом продовольственной комиссии. После роспуска II Думы вернулся к земской деятельности. Был избран почетным мировым судьей (с 1907), Елисаветградским уездным предводителем дворянства (1907—1910) и председателем Елисаветградской уездной земской управы (1911—1917). Дослужился до чина титулярного советника (1911).
В 1912 году был вновь избран в члены Государственной думы от Херсонской губернии съездом землевладельцев. Был одним из руководителей фракции октябристов, после её раскола входил в группу земцев-октябристов. 26 ноября 1913 был избран старшим товарищем председателя Думы. Был председателем Земской группы. Также входил в Прогрессивный блок. Был докладчиком и товарищем председателя 1-го отдела Думы. После речи Милюкова 1 ноября 1916 года отказался от должности товарища председателя 1-го отдела, а 3 ноября покинул пост старшего товарища председателя Думы. Состоял членом комиссий: по местному самоуправлению, о народном здравии, распорядительной и по борьбе с немецким засильем.
10 марта 1917 года, после Февральской революции, по должности председателя уездной земской управы был назначен уездным комиссаром Временного правительства и Временного комитета Государственной думы.
После Октябрьской революции жил в Киеве. В 1918—1919 годах некоторое время занимал пост товарища министра внутренних дел в правительстве гетмана Скоропадского. Затем участвовал в Гражданской войне в составе ВСЮР.
В эмиграции в Югославии, затем во Франции. Был одним из организаторов Русской национально-демократической партии (1921), членом ЦК Русского народно-монархического совета и председателем Русского монархического съезда в Берлине (март 1922). Участвовал в работе Российского эмигрантского национального центра во Франции. В 1948 году занимался организацией Выборного комитета по организации представительства русской эмиграции во Франции.
Последние годы был пансионером Русского дома в Кормей-ан-Паризи. В 1958 году отмечалось его 90-летие. Скончался 30 апреля 1962 года. Похоронен на местном кладбище.
Был женат, имел четверо детей.